# سيد كيتشن
سيد كيتشن (بالإنجليزية: Syd Kitchen) هو كاتب أغاني وشاعر جنوب أفريقي، ولد في 14 فبراير 1951، وتوفي في 22 مارس 2011 بسبب سرطان الرئة.

## وصلات خارجية
- الموقع الرسمي
- سيد كيتشن على موقع IMDb (الإنجليزية)
- سيد كيتشن على موقع ميوزك برينز (الإنجليزية)
- سيد كيتشن على موقع أول ميوزيك (الإنجليزية)
- سيد كيتشن على موقع ديسكوغز (الإنجليزية)